# Pieczarka liliowoczerwonawa

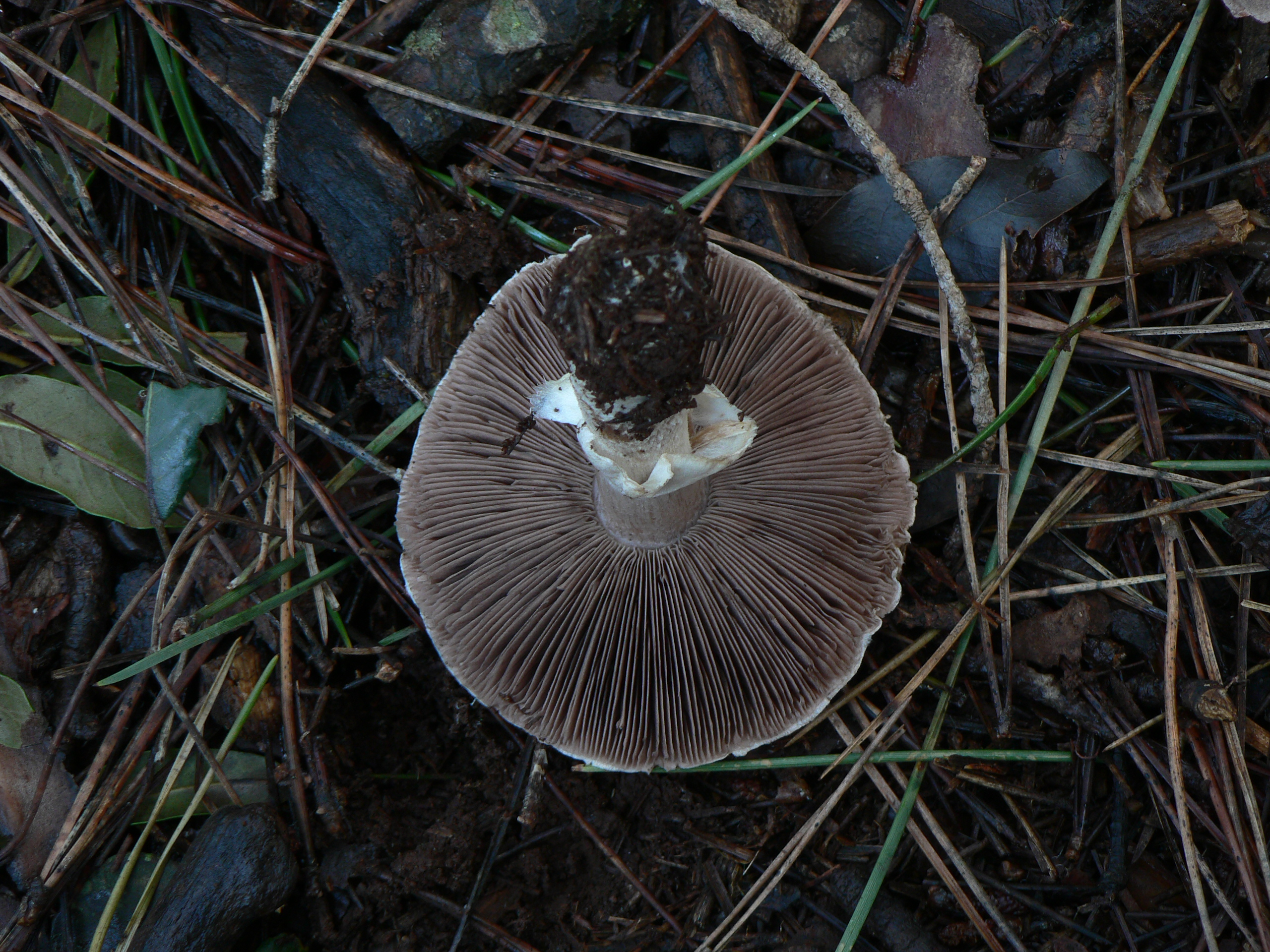

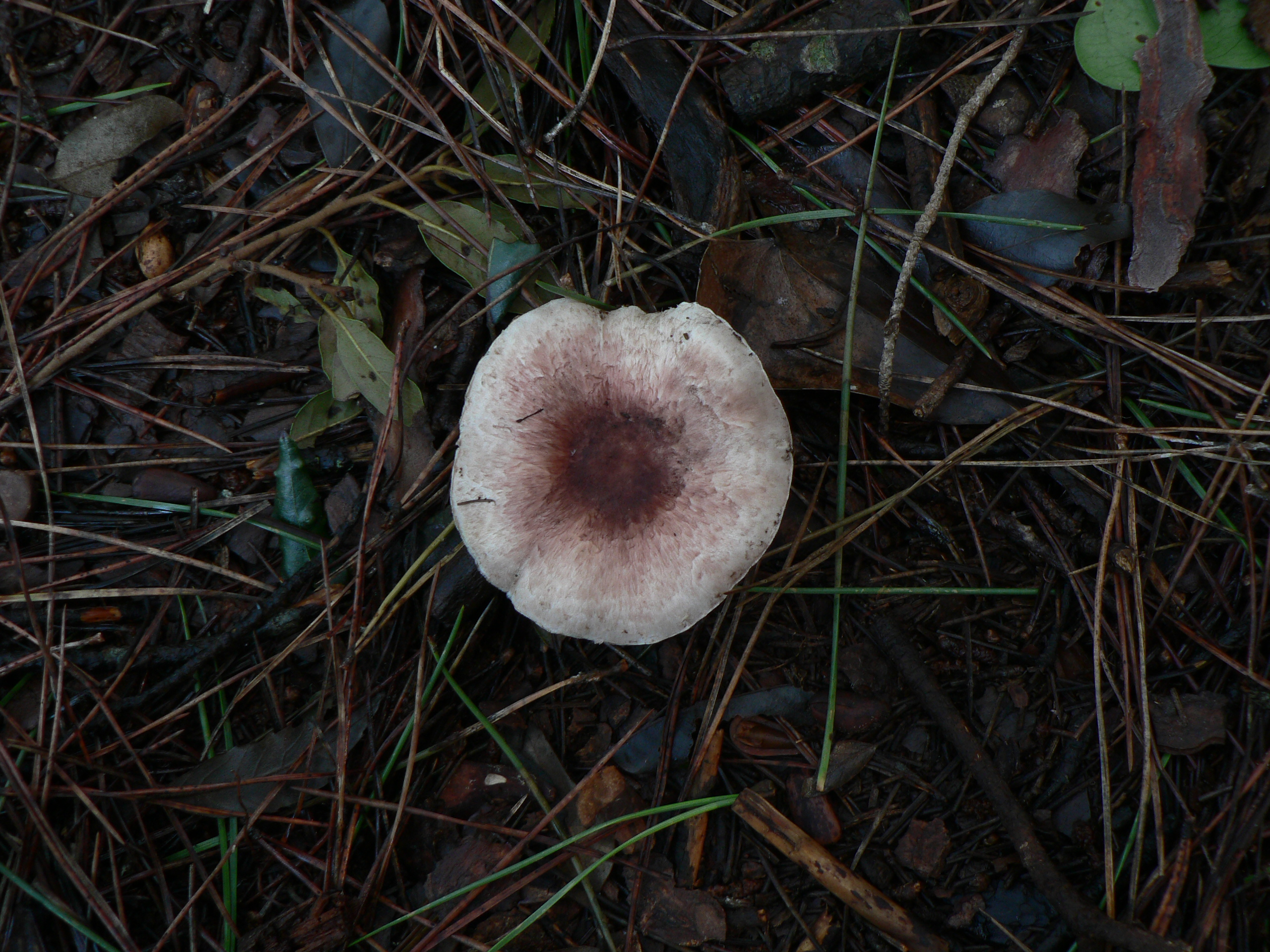

Pieczarka liliowoczerwonawa (Agaricus porphyrizon  P.D. Orton) – gatunek grzybów z rodziny pieczarkowatych (Agaricaceae).

## Systematyka i nazewnictwo
Pozycja w klasyfikacji według Index Fungorum: Agaricus, Agaricaceae, Agaricales, Agaricomycetidae, Agaricomycetes, Agaricomycotina, Basidiomycota, Fungi.
PO raz pierwszy opisał go w 1960 r. Peter Darbishire Orton. Synonimy:
- Agaricus arvensis var. purpurascens Cooke 1885
- Agaricus porphyrizon var. cookei Bon & Grilli 1986
- Agaricus porphyrizon P.D. Orton 1960 var. porphyrizon
- Agaricus purpurascens (Cooke) Pilát 1951
- Psalliota arvensis var. purpurascens (Cooke) W.G. Sm. 1910
- Psalliota purpurascens (Cooke) F.H. Møller 1952[2].

Polską nazwę zaproponował Władysław Wojewoda w 2003 r.

## Morfologia
Kapelusz
Mięsisty, o średnicy 4–8 cm, początkowo półkulisty, później łukowaty, w końcu płaski, czasami na środku wklęsły. Powierzchnia pokryta łuskami i włókienkami, u młodych owocników brudnomiedzianoczerwona, różowobrązowa lub purpurowa, u starszych wyblakła. Środek kapelusza ciemniejszy.
Blaszki
Szerokie, wolne. Tylko u bardzo młodych okazów białe, szybko stają się siworóżowe, potem coraz ciemniejsze, w końcu purpurowoczarne.
Trzon
O wysokości 3–7 cm i grubości 0,5–1 cm, cylindryczny, u podstawy pałkowato rozszerzony, u młodych owocników pełny, u starszych pusty. Łatwo wyłamuje się. Posiada trwały pierścień. Powierzchnia pod pierścieniem podłużnie włókienkowata i biaława, u starszych owocników żółknąca.
Miąższ
Miąższ białawy, po uszkodzeniu żółknący. Brak wyraźnego smaku. Zapach słaby, migdałowy.
Gatunki podobne
- pieczarka leśna (Agaricus sylvaticus), ale nie ma migdałowego zapachu i nie przebarwia się na żółto[5].
- pieczarka purpurowa (Agaricus dulcidulus). Ma bardziej jasnopurpurowy i bardziej włóknisty, a mniej łuskowaty kapelusz[4].
- pieczarka winnoczerwona (Agaricus semotus). Tylko na środku kapelusza posiada fioletowoczerwonawe, łuskowate włókienka[4].

Cechy mikroskopowe
Wysyp zarodników ciemnobrązowy. Zarodniki jajowate, gładkie, jednokomórkowe, o rozmiarach 5–6 × 3–4 µm. Podstawki maczugowate o rozmiarach 18–28 × 6–8 μm, 4-sterygmowe. Sterygmy o rozmiarach 2–3 μm. Cheilocystydy owalne, o rozmiarach 13–30 × 8–18 μm.

## Występowanie i siedlisko
Pieczarka liliowoczerwonawa znana jest tylko w Europie i Argentynie. W piśmiennictwie naukowym na terenie Polski do 2003 r. podano tylko 2 stanowiska.
Naziemne grzyby saprotroficzne rosnące w parkach, ogrodach, liściastych lasach.